# Monte Plata (província)
Monte Plata és una província de la República Dominicana, i també el nom de la seva ciutat capital. El 1992 va ser dividida de la província de San Cristóbal. Limita al nord amb les províncies de Sánchez Ramírez, Duarte i Samaná; a l'est les províncies Hato Mayor i San Pedro de Macorís; al sud amb la província de Santo Domingo; i a l'oest amb les províncies San Cristobal i Monseñor Nouel.
Des del 20 de juny de 2006 la província està dividida en els següents municipis:
- Bayaguana
- Monte Plata, districtes municipals: Boyá, Chirino i Don Juan
- Peralvillo (Esperalvillo)
- Sabana Grande de Boyá, districtes municipals: Gonzalo i Majagual
- Yamasá, districte municipal: Los Botados

Taula dels municipis i els districtes municipals amb població estimada segons el cens de 2012.
| Nom                         | Població total | Població urbana | Població rural |
| --------------------------- | -------------- | --------------- | -------------- |
| Bayaguana                   | 34.786         | 19.001          | 15.785         |
| Monte Plata                 | 57.553         | 26.898          | 30.655         |
| Peralvillo                  | 20.048         | 7.558           | 12.490         |
| Sabana Grande de Boyá       | 30.085         | 20.430          | 9.655          |
| Yamasá                      | 57.982         | 30.544          | 27.438         |
| Total província Monte Plata | 200.454        | 104.431         | 96.023         |